# Mi Granada

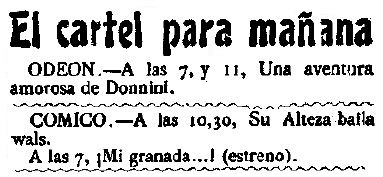

Mi Granada es una zarzuela en un acto y tres cuadros denominada "fantasía" con música de Lola Vitoria Tarruella y libreto de Emilio González del Castillo. Se estrenó el 31 de mayo de 1918 en el teatro Cómico de Madrid y fue puesta en escena por la compañía de  Enrique Chicote y Loreto Prado.

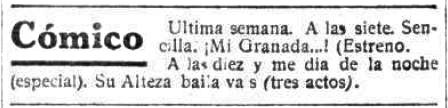

## Argumento

#### Cuadro primero
La historia comienza en la ciudad marroquí de Fez en el harén de Hassan. El noble añora el pasado durante la presencia musulmana en la península cuando su familia tenía una casa en Granada y promete volver allí un día. Su favorita, Zaida, una joven que el noble adoptó de niña admira a un joven moro, Juanillo, un vendedor ambulante de joyas y complementos que hace soñar a las jóvenes con el coqueteo y la libertad de las mujeres en España y que también se interesa por Zaida. Juanillo que en realidad es un joven español que ha recibido el encargo de llevar de vuelta a Zaida a su madre en Granada trama junto con Maimón, criado de Hassam, también español, soldado renegado del ejército, un ardid para poder entrar en el harén. Fingiendo estar enfermo, es introducido en el harén y consigue hablar con Zaida. Los dos jóvenes se declaran su amor, Juanillo desvela sus intenciones y deciden huir a Granada acompañados por Maimón.  Al volver a su palacio, Hassan descubre que Zaida se ha marchado y jura venganza y volver a Granada a recuperarla. 

#### Cuadro segundo
Entra en escena Tío Cañitas, el granadino que contrató a Juanillo para traer de vuelta a Zaida. Junto con otros compañeros traman estafar a Hassan con el timo del entierro que consiste en hacerle creer que existe un tesoro enterrado y que se necesita adelantar un dinero para poder acceder a él. Juanillo, Zaida y Maimón se enteran de la llegada de Hassan a Granada y también de que va a ser víctima de un timo. Se ponen en marcha para intentar alertar a Hassan. 

#### Cuadro tercero
Hassan canta con nostalgia ante Granada cuando llegan los tres compañeros a advertirle de la estafa. Zaida declara su amor por Juanillo ante Hassan que lo acepta con resignación. Hassan admite que Zaida es fiel a su sangre ya que no es musulmana sino cristiana y cuanta cómo la recogió de los brazos de su madre moribunda para educarla en el islam. Hassan perdona a los organizadores del entuerto y vuelve triste a Fez quedándose la feliz pareja en Granada.  

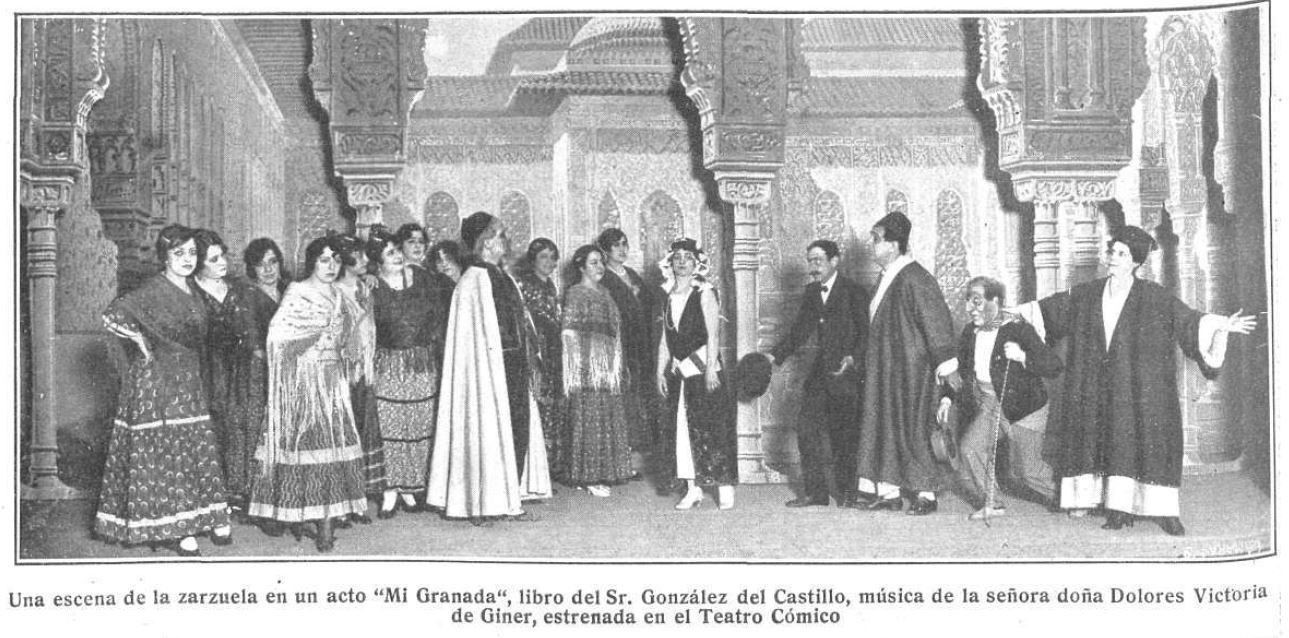

## Estructura
| Cuadro 1º - Fez (Marruecos)                                                                                | Cuadro 2º - Granada (España)                               | Cuadro 3º - Granada (España)                                                                    |
| --- | ---------------------------------------------------------- | ----------------------------------------------------------------------------------------------- |
| Escena I - Nº 1. Zaida y tiples. Lirios, nardos, rosas                                                     | Escena I                                                   | Escena I - Nº 7. Zambra. Un querer que tuve yo. Nº 8. Hassan y gitanas. En un sueño de tristeza |
| Escena II - Nº 2. Hassan y tiples. Llave sagrada                                                           | Escena II                                                  | Escena II - Nº 9. Hassan y Zaida. No me maldigas                                                |
| Escena III                                                                                                 | Escena III                                                 | Escena última - Nº 10. Zaida, Hassan, Maimón, Juanillo y Cañitas                                |
| Escena IV - Nº 3. Juanillo y tiples. Escuchad musulmanas                                                   | Escena IV - Nº 6. Zaida. Mi oración es un canto de ilusión |                                                                                                 |
| Escena V                                                                                                   | Escena V                                                   |                                                                                                 |
| Escena VI                                                                                                  | Escena VI                                                  |                                                                                                 |
| Escena VII - Nº4. Zaida y Juanillo. Son sus mejillas dos azucenas. Nº 5. Hassan y moras. Vestido de flores | Escena VII                                                 |                                                                                                 |
| | Escena VIII                                                |                                                                                                 |

## Orquestación
Viento madera: 1 flautín, 2 flautas, 1 oboe, 2 clarinetes, 1 fagot. Viento metal: 2 trompetas, 2 trompas, 3 trombones.Cuerda: violín I, violín II, viola, violonchelo, contrabajo. Percusión: Timbales, caja, bombo. Voces: Juanillo (A), Zaida (S), Hassan (B), Cantaora (S), Coro femenino (S 1ª y 2ª)

## Personajes[4]
- Zaida, esclava del harén, adoptada por Hassan desde niña y de padres desconocidos (soprano, do4-do6).
- Hassan, noble árabe de Fez (barítono do3-fa4).
- Juanillo, joven español, disfrazado de vendedor ambulante musulmán (contralto, la3-do5).
- Maimón Zaragoza, criado de Hassan, español renegado del ejército (actor).
- Tío Cañitas, gitano del Sacromonte, profesor de cante y baile (actor).
- El Malpensao, compinche de Tio Cañitas (actor).
- Cantaora (soprano o mezzosoprano, sol4-re5).
- Esclavas del harén: Leila, Fátima, Aixa, Zahara, Sitara, Zoraida, Nora y Zulima.
- Gitanas, flamenca 1ª y flamenca 2ª.
- Gitanos
- Un agente, guardia 1º y guardia 2º

## Elenco original
- Zaida, Srta. Clemente
- Hassan, Sr. Aguirre
- Juanillo, Loreto Prado
- Maimón Zaragoza, Enrique Chicote
- Tío Cañitas, Sr. Castro
- El Malpensao, Sr. Ponzano
- Cantaora, Sra. López Martínez

## Recepción
La obra fue representada tres veces más tras su estreno para finalizar la temporada de la compañía de Chicote en el teatro. La prensa se hizo eco del acontecimiento desde dos días antes y supuso la presentación entre el público madrileño de la compositora, hasta el momento desconocida en la capital. La obra fue anunciada en al menos diez periódicos y se publicaron varias críticas valorando la inspiración de raigambre española de la partitura por su fuerte carácter andalucista. Varios números se repitieron durante la representación y la compositora tuvo que salir a saludar para ser ovacionada.  
No hay constancia de que la obra haya sido repuesta en tiempos modernos ni que se hayan interpretado fragmentos de la misma. 

## Listado hemerográfico
La Correspondencia de España, año LXIX, nº 22.021 (29 de mayo de 1918), p. 4.  
El Globo, año XLVI, nº 14.531 (30 de mayo de 1918), p. 3.   
El Heraldo de Madrid, año XXVIII, nº 10.037 (30 de mayo de 1918), p. 2.   
La Correspondencia de España, año LXIX, nº 22.022 (30 de mayo de 1918), p. 7.   
El Heraldo de Madrid, año XXVIII, nº 10.037 (30 de mayor de 1918), p. 2 y 6.   
La Época, nº LXX, nº 24.290 (30 de mayo de 1918), p. 2.   
ABC, año XIV, nº 4.723 (31 de mayo de 1918), p. 20.   
Nelken, Margarita. «La vida y las mujeres. Una compositora española : Lola Vitoria de Giner», El Día, 2ª época, año XXXIX, nº 13.711 (31 de mayo de 1918), p. 3.   
ABC, año XIV, nº 4.724 (1 de junio de 1918), p. 20.   
El Día, 2ª época, año XXXIX, nº 13.712 (1 de junio de 1918), p. 6.   
El Heraldo de Madrid, año XXVIII, nº 10.039 (1 de junio de 1918), p. 6.   
El Imparcial, año LII, nº 18.430 (1 de junio de 1918), p. 4.   
El Liberal, año XL, nº 14.045 (1 de junio de 1918), p. 3.   
El Sol, año II, nº 181 (1 de junio de 1918), p. 5.   
La Correspondencia de España, año LXIX, nº 22.024 (1 de junio de 1918), p. 4.   
La Época, año LXX, nº 24.292 (1 de junio de 1918), p. 1.   
La Mañana, nº 3.081 (1 de junio de 1918), p. 11.   
ABC, año XIV, nº 4.725 (2 de junio de 1918), p. 21.   
ABC, año XIV, nº 4.726 (2 de junio de 1918), p. 5.   
El Liberal, año XL, nº 14.047 (3 de junio de 1918), p. 2.    
El País, año XXXII, nº 11.216 (3 de junio de 1918), p. 3.   
ABC, año XIV, nº 4.728 (4 de junio de 1918), p. 15.   
El Liberal, año XL, nº 14.048 (4 de junio de 1918), p. 3.   
El Mundo Gráfico, año VIII, nº 345 (5 de junio de 1918), p. 23.   
El Nuevo mundo, año XXV, nº 1.274 (7 de junio de 1918), p. 17.  